# Diecéze cášská
Diecéze Cáchy (lat. Dioecesis Aquisgranensis) je diecéze římskokatolické církve, nacházející se v Německu.

## Území
Diecéze zahrnuje západní část Severního Porýní-Vestfálska. Na severu je ohraničená diecézí Münster a Essen, na východě arcidiecézí Kolín nad Rýnem, na východě a jihu trevírskou diecézí, na západě belgickou diecézí Lutych a nizozemskou Roermond.
Biskupský sídlem je město Cáchy, kde se také nachází hlavní chrám diecéze Katedrála Panny Marie.
Rozděluje se do 371 farností, v osmi pastoračních oblastech: Krefeld, Viersen-Kempen, Mönchengladbach, Heinsberg, Düren, město Cáchy, region Cáchy a Eifel.

## Historie
Podle Konkordátu z roku 1801 se dne 29. listopadu 1801 bulou Qui Christi Domini papeže Pia VII. staly Cáchy diecézí a sufragánní diecesí arcidiecese Mechelen.
Nová diecéze zahrnovala dva francouzské departementy, které již neexistují, Roer a Rýn a Moselle. Měla 79 farností první třídy a 754 druhé třídy.
Dne 16. července 1821 byla diecéze bulou De animarum salute papeže Pia VII. zrušena a její území bylo potlačeno do arcidiecéze Kolín nad Rýnem.
Dne 13. srpna 1930 byla diecéze bulou Pastoralis officii nostri papeže Pia XI. obnovena a stala se sufragánnou arcidiecéze Kolín.

## Seznam biskupů

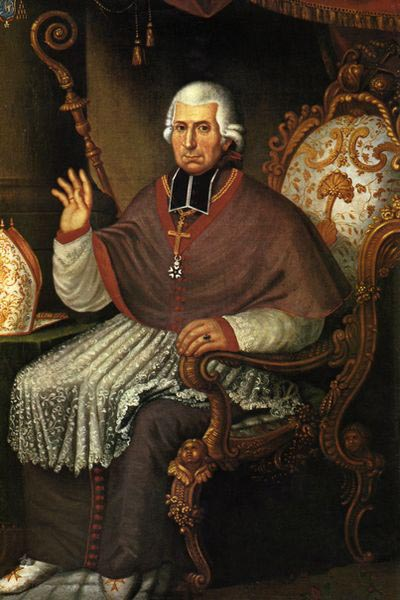
Cášský biskup Marc-Antoine Berdolet (* 13. září 1740 v Rougemont-le-Château; † 13. srpna 1809 v Cáchách) na obraze německého malíře a litografa Aegidia Johanna Petera Josepha Scheurena (1774-1844).

- Marc-Antoine Berdolet (1802-1809)Cášský biskup Marc-Antoine Berdolet (* 13. září 1740 v Rougemont-le-Château; † 13. srpna 1809 v Cáchách) na obraze německého malíře a litografa Aegidia Johanna Petera Josepha Scheurena (1774-1844).
  - Sede vacante (1809-1821)

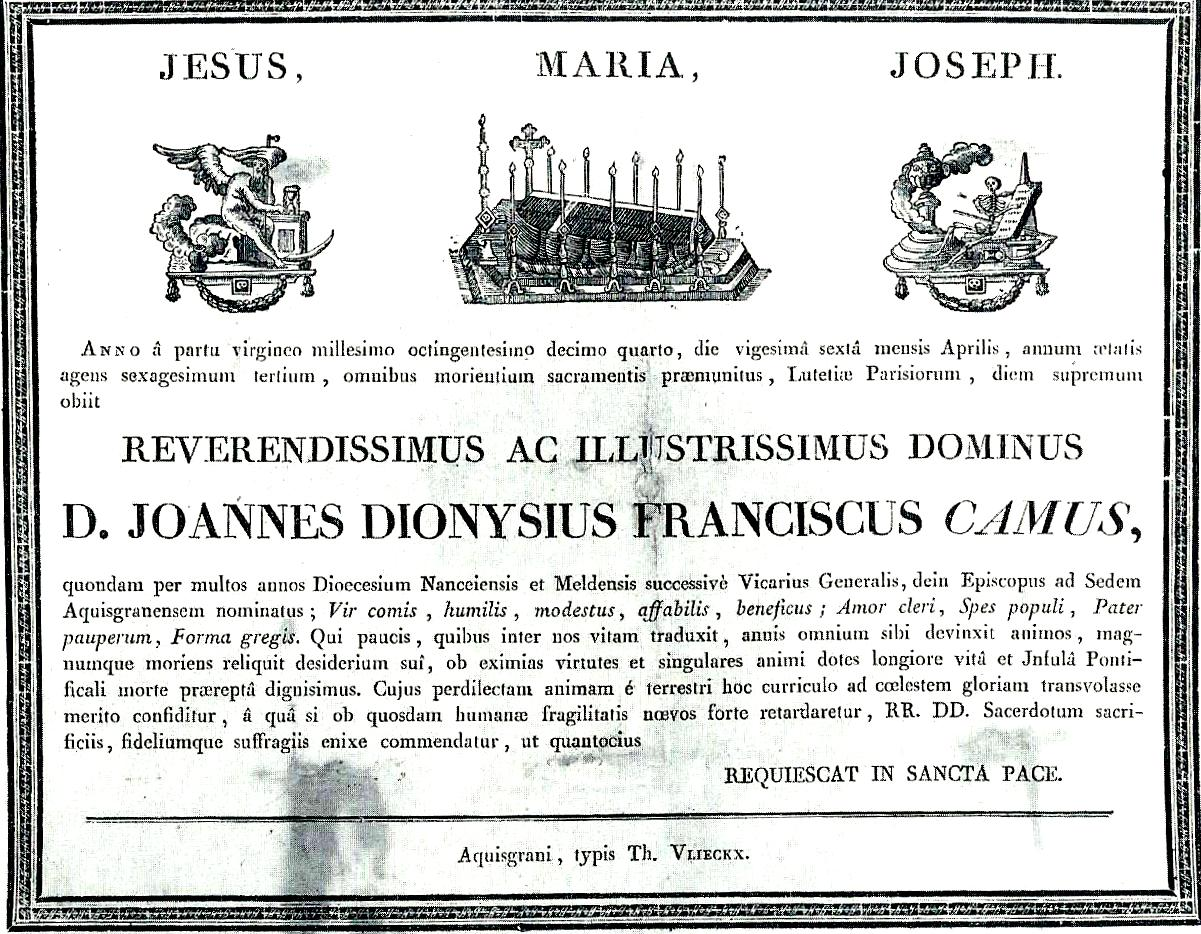
Úmrtní oznámení nominálního cášského biskupa Jeana-Denise-Françoise Le Camuse (* 28. února 1752 v Chartres; † 26. dubna 1814 v Paříži) z městského archivu v Cáchách.

  - Úmrtní oznámení nominálního cášského biskupa Jeana-Denise-Françoise Le Camuse (* 28. února 1752 v Chartres; † 26. dubna 1814 v Paříži) z městského archivu v Cáchách.Jean-Denis-François Camus (1810-1814), administrátor
  - Zrušena (1821-1930)
- Joseph Heinrich Peter Vogt (1931-1937)
  - Sede vacante (1937-1943)
  - Hermann Joseph Sträter (1938-1943), administrátor
- Johannes Joseph van der Velden (1943-1954)
- Johannes Pohlschneider (1954-1974)
- Klaus Hemmerle (1975-1994)
- Heinrich Mussinghoff (1994-2015)
- Helmut Dieser (od 2016)[3]